# Lovezinho
"Lovezinho" é uma canção gravada pelo cantor e drag queen brasileiro Pabllo Vittar para seu terceiro álbum de estúdio 111 (2020). A canção foi lançada para download digital e streaming através da Sony Music Brasil como o segundo single do álbum ao vivo I Am Pabllo em 3 de março de 2022.

## Lançamento
"Lovezinho" foi lançada através da Sony Music Brasil em 24 de março de 2020 como a terceira faixa do terceiro álbum de estúdio de Vittar, 111 (2020) com participação da cantora Ivete Sangalo. Quase 2 anos após seu lançamento, Vittar confirmou o relançamento da canção, dessa vez com uma versão ao vivo, como o segundo single do álbum ao vivo I Am Pabllo em 3 de março de 2022, em suas redes sociais. Na mesma data, Vittar revelou a capa e a data de lançamento do videoclipe. A canção foi lançada para download digital e streaming em 3 de março de 2022 como o segundo single do álbum ao vivo e seu videoclipe foi lançado no mesmo dia.

## Vídeoclipe
Foi lançada a performance ao vivo da faixa feita para o álbum ao vivo I Am Pabllo em 3 de março de 2022 como videoclipe da canção.